# Резаабад (Саве)
Резаабад (перс. رضااباد) — село в Ірані, у дегестані Таразнагід, в Центральному бахші, шагрестані Саве остану Марказі. За даними перепису 2006 року, його населення становило 210 осіб, що проживали у складі 52 сімей.

## Клімат
Середня річна температура становить 18,78°C, середня максимальна – 38,22°C, а середня мінімальна – -2,87°C. Середня річна кількість опадів – 256 мм.
| Клімат поселення                              | Клімат поселення | Клімат поселення | Клімат поселення | Клімат поселення | Клімат поселення | Клімат поселення | Клімат поселення | Клімат поселення | Клімат поселення | Клімат поселення | Клімат поселення | Клімат поселення | Клімат поселення |
| Показник                                      | Січ.             | Лют.             | Бер.             | Квіт.            | Трав.            | Черв.            | Лип.             | Серп.            | Вер.             | Жовт.            | Лист.            | Груд.            |                  |
| Середній максимум, °C                         | 13,51            | 15,76            | 19,80            | 26,50            | 31,90            | 37,08            | 38,22            | 37,44            | 33,43            | 26,37            | 19,30            | 13,61            |                  |
| Середня температура, °C                       | 5,33             | 7,56             | 11,60            | 18,32            | 23,72            | 28,89            | 31,83            | 31,04            | 27,04            | 19,97            | 12,90            | 7,21             |                  |
| Середній мінімум, °C                          | −2,87            | −0,62            | 3,42             | 10,14            | 15,54            | 20,70            | 25,43            | 24,64            | 20,64            | 13,57            | 6,50             | 0,81             |                  |
| Норма опадів, мм                              | 40               | 37               | 42               | 27               | 18               | 4                | 1                | 1                | 2                | 18               | 27               | 39               |                  |
| Середньомісячна швидкість вітру, м/с          | 1.74             | 2.30             | 2.78             | 3.17             | 3.02             | 2.91             | 3.10             | 2.91             | 2.49             | 2.25             | 1.85             | 1.81             |                  |
| Середньомісячна сонячна радіація, кДж/м²·день | 9322             | 12051            | 14585            | 18238            | 22149            | 26051            | 25509            | 23508            | 19977            | 14825            | 10987            | 8871             |                  |
| --------------------------------------------- | ---------------- | ---------------- | ---------------- | ---------------- | ---------------- | ---------------- | ---------------- | ---------------- | ---------------- | ---------------- | ---------------- | ---------------- | ---------------- |
| Джерело:                                      |                  |                  |                  |                  |                  |                  |                  |                  |                  |                  |                  |                  |                  |